# Gvardejsk
Gvardejsk (Russisch: Гвардейск, Duits: Tapiau; Litouws: Tepliava of Tepliuva; Pools: Tapiawa of Tapiewo) is een stad in de Russische oblast Kaliningrad, gelegen op de rechteroever van de Pregolja op ongeveer 38 km van Kaliningrad. De stad had 14.572 inwoners bij de volkstelling van 2002.

## Geschiedenis
De stad werd voor het eerst genoemd in 1254. In de 13de eeuw werd het gebied door de Duitse Orde veroverd. Om Samland te beschermen tegen de Nadrauers en Schalauers bouwde de Duitse Orde tussen 1283 en 1290 een houten fort tussen de rivieren de Deime en de Pregel (nu: Pregolja). In 1351 kwam hier een stenen ordensburg voor in de plaats.
Vytautas, de latere groothertog van Litouwen, werd in 1385 in Tapiau gedoopt. Nadat de grootmeesterzetel van Marienburg naar Koningsbergen was verplaatst, was Tapiau van 1469 tot 1722 de zetel van de archieven en bibliotheek van de Duitse Orde.
In 1525 werd Tapiau deel van het Hertogdom Pruisen. Het kasteel van Tapiau werd vaak gebruikt als tweede residentie van de hertogen van Pruisen; Albert van Pruisen stierf hier. In 1701 werd de stad deel van het Koninkrijk Pruisen, de stad kreeg in 1722 stadsrechten van koning Frederik Willem I van Pruisen.
Anders dan de meeste andere steden in het noorden van Oost-Pruisen leed Tapiau in de Tweede Wereldoorlog weinig schade. In 1945 werd de stad geannexeerd door de Sovjet-Unie en in 1946 omgedoopt in Gvardejsk, naar de Rode Garde. De Duitse bevolking werd geëvacueerd of gedeporteerd en vervangen door Russen.

## Bekende inwoners
De bekendste inwoner van de stad was schilder Lovis Corinth (1856-1925). Hij doneerde in 1910 het schilderij Golgatha voor het altaar van de stadskerk; het schilderij verdween aan het einde van de Tweede Wereldoorlog. Het geboortehuis van Corinth is behouden gebleven.

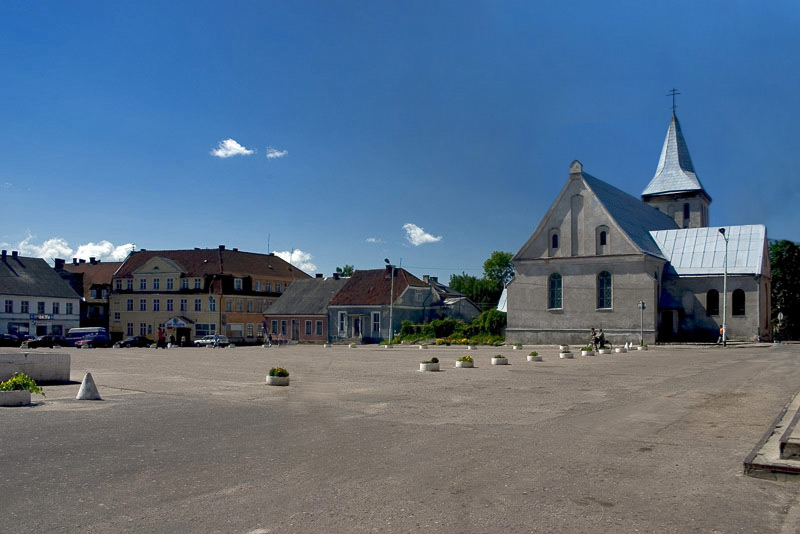
Marktplein van Gvardejsk

Bestuurlijk centrum: Kaliningrad

Bagrationovsk · Baltiejsk · Goerjevsk · Goesev · Gvardejsk · Krasnoznamensk · Ladoesjkin · Lozovoje · Mamonovo · Neman · Nesterov · Ozjorsk · Pionerski · Polessk · Pravdinsk · Slavsk · Sovjetsk · Svetlogorsk · Svetly · Tsjernjachovsk · Vesjoloje · Zelenogradsk